# Getting Even with Dad
Getting Even With Dad (bra: Acertando as Contas com Papai; prt: Pai, Filho e Sarilhos) é um filme de comédia estadunidense de 1994 estrelado por Macaulay Culkin e Ted Danson.

## Elenco
- Macaulay Culkin como Timmy Gleason
- Ted Danson como Raymond "Ray" Gleason
- Glenne Headly como Detetive Theresa Walsh
- Saul Rubinek como Robert "Bobby" Drace
- Gailard Sartain como Carl
- Hector Elizondo como  Lt. Romayko
- Sydney Walker como Mr. Wankmueller
- Kathleen Wilhoite como Kitty
- Dann Florek como Wayne, novo marido de Kitty.
- Scott Beach como Wino. Este filme foi a última aparição do ator.

## Produção
Personagem de Macaulay Culkin era suposto ter um corte de cabelo curto no filme, mas Culkin, que tinha deixado seu cabelo crescer, na época, gostava de sua aparência e não quis cortá-lo. Seu pai, Kit Culkin, exigiu, em nome do seu filho que ele seja autorizado a manter seu cabelo do jeito que estava.

## Recepção
O filme recebeu críticas negativas por parte dos críticos. Rotten Tomatoes coletou retrospectivamente comentários para dar uma pontuação de 3% com base nas avaliações dos 29 críticos de cinema, com uma média de classificação de 3,5 de 10.
Roger Ebert do Chicago Sun-Times deu ao filme duas de quatro estrelas, dizendo: "Ele quer ser uma travessura, uma comédia, um romance, e uma vitrine para Macaulay Culkin. Isso é muito de um estiramento".
Desson Howe do The Washington Post também deu ao filme uma crítica negativa, explicando que "depois de dobrar o público com previsibilidade estereotipada, Getting Even não tem sequer a decência de acabar rapidamente.  Enviando minutos para o público de casa, ele escolhe para adormecer no trabalho".